# Melonkaktussläktet
Melonkaktussläktet (Melocactus) är ett suckulent växtsläkte inom familjen kaktusväxter. 

## Beskrivning
Melonkaktusar är klotformade till kort cylindriska, och kan bli upp till 1 meter höga, men oftast är de mycket mindre. De har en diameter på 10-20 centimeter, och är normalt ensamväxande. De har tydligt markerade åsar, 9-20 stycken och är i regelraka. På åsarna finns det ovala areoler som sitter med mellanrum på 2,5 centimeter. Areolerna är något ulliga. Det finns upp till 15 böjda radiära taggar. Oftast är de färre än 15 och upp till 2,5 centimeter långa. Färgen på dem varierar från vitt eller grått till brunt. Hos de flesta arter finns det även centraltaggar och då en till fyra stycken. Oftast står de rakt ut från växtkroppen och är något längre än radiärerna men har samma färg. Melonkaktusar påminner om Cephalocereus och Haageocereus, med undantag av att de utvecklar äkta cephalium som sitter i toppen. På det sitter de små blommorna i ringar. Färgen på de borstlika taggarna skiljer sig ofta ganska mycket från den på de kraftiga taggarna längre ner på växtkroppen. I många fall bildas inte detta cephalium förrän efter 10 eller 20 år. Plantan ser med andra ord helt annorlunda ut som ung, och är då ganska lik andra klotformade kaktusar. Blommorna är mycket små och har oftast klara färger. De varar bara i några timmar på eftermiddagen, men är desto flera. I regel slår det ut nya varje dag under flera veckor eller månader. Detta sker under sommar och höst. Frukterna, som kommer senare, är ganska långsträckta. Skalet är slätt och de är upp till 1,3 centimeter långa, och som mogna är de ofta rosa i olika nyanser.

## Förekomst
Melonkaktussläktet hör hemma på nästan alla de tropiska öarna i Västindien och Centralamerikas kustområden. De finns även i södra Mexiko, Venezuela och Brasilien. I vissa fall växer plantorna väldig nära havet och tål saltstänk ganska bra. En del arter, exempelvis melonkaktus (M. intortus), växer i en jord som består av lera och lövjord. Majoriteten växer däremot i mycket sandig jord, ibland nästan ren sand. Det finns en eller annan art som växer i inlandet, varav en är M. neryi från Brasilien.